# Epianthe viridis
Epianthe viridis là một loài bọ cánh cứng trong họ Cerambycidae.